# Takeshi Kamo
Takeshi Kamo (加茂 健 Kamo Takeshi?) (Hamamatsu, 8 de febrero de 1915-26 de marzo de 2004) fue un jugador de fútbol japonés.

## Biografía
Kamo nació en Shizuoka. Fue parte de la Selección de fútbol de Japón para la competición de fútbol de los Juegos Olímpicos de Berlín en 1936. Muere de Insuficiencia cardíaca en Tokio el 26 de marzo de 2004. Su hermano menor, Shogo Kamo  también fue un futbolista olímpico para Japón.

## Estadísticas de la selección
| Selección de Japón | Selección de Japón | Selección de Japón |
| Año                | Part.              | Goles              |
| ------------------ | ------------------ | ------------------ |
| 1936               | 2                  | 0                  |
| Total              | 2                  | 0                  |